# Isale
Isale – miasto w Burundi; w prowincji Bużumbura; 4 977 mieszkańców (2008). 